# 4ª Sezione SVA
La 4ª Sezione SVA del Servizio Aeronautico del Regio Esercito dal 23 aprile del 1918 vola con aerei Ansaldo S.V.A..

## Storia
Il 23 aprile del 1918 su aerei Ansaldo S.V.A. a San Luca di Padernello (Paese) nasce la 4ª Sezione SVA per l'8ª Armata aggregata alla 78ª Squadriglia Caccia e dal 10 maggio alla 115ª Squadriglia a Fossalunga nel XV Gruppo al comando del Tenente Italo Persegani che dispone di altri 5 piloti tra cui il Ten. Sabato Martelli Castaldi. 
In giugno il comando passa al Capitano Luigi Aglietti che in agosto dispone di 4 SVA.
Il 29 settembre il Sottotenente Damiano Miari Fulcis ed il Sergente Luigi Ferrari vengono attaccati da 3 caccia e ne abbattono uno su Pianzano di Godega di Sant'Urbano.
Alla metà di ottobre la sezione viene rinforzata di altri 13 piloti e dal 20 ottobre diventa 56ª Squadriglia SVA dopo aver svolto 391 voli di guerra, 2.500 fotografie e lanciato 1.600 bombe.
L'11 dicembre nasce una nuova 4ª Sezione sugli SVA 10 biposti della 57ª Squadriglia al Campo di aviazione di Isola di Carturo con 4 piloti e 4 osservatori per il II Gruppo (poi 2º Gruppo volo).
Nel marzo 1919 la sezione entra nella 32ª Squadriglia.